# باولو جيوفيو
باولو جيوفيو (بالإيطالية: Paolo Giovio)‏ مؤرخ إيطالي (ولد في كومو إيطاليا عام 1483) كان أيضاً طبيب ومؤلف سير ذاتية، تخصص في كتابة المقالات التاريخية لاسيما الشخصيات العسكرية. كما كتب اطروحات في علم الصيدلة والفلسفة طبيعية .

## روابط خارجية
- باولو جيوفيو على موقع الموسوعة البريطانية (الإنجليزية)